# Савич, Миодраг
Миодраг Савич (серб. Миодраг Савић; род. 6 апреля 1977, Бановичи) — сербский шахматист, гроссмейстер (2003).
В составе сборной Югославии участник 37-й Олимпиады (2006) в Турине.

## Изменения рейтинга
| Графики недоступны из-за технических проблем. См. информацию на Фабрикаторе и на mediawiki.org. |